# ジェイエッチシー
ジェイエッチシー株式会社は、自由旅行者向けにホテルクーポン、全日空中国線を中心とした航空券の販売を主な事業とする会社。設立は1985年4月1日。
現地発オプショナルツアーを中心とした自由旅行用素材「とらパス」（TRAVEL PASSPORT）は自由旅行者の利用のほかに、パッケージツアー参加者の自由行動時の利用も多い。

## 概要
- 加盟団体
  - 観光庁長官登録旅行業第901号
  - INTERNATIONAL AIR TRANSPORT ASSOCIATION（IATA）
  - 一般社団法人　日本旅行業協会正会員(JATA)、JATAボンド保証会員
  - 一般社団法人　東京都旅行業協会

## 業務内容
業界初の海外ホテルのクーポン券の販売から業務を開始。
日本で事前に手配精算を済ませておくことで、現地通貨での支払いや言葉の問題、タイムロスなどを避けられる。
現在では、世界50,000軒以上のホテルで利用が可能。
その他、海外オプショナルツアー、ゴルフ、送迎、車チャーター、パッケージツアーなどを取り扱っている。

## 沿革
- 1985年4月：ジエイエツチシー株式会社設立
- 1990年12月：ロンドン事務所設置
- 1994年4月：台北事務所設置
- 2008年11月：取扱いホテル数50,000軒以上、旅行代理店10,000店舗と取引
- 2023年1月：ジエイエツチシー本社移転
- 2024年3月21日を以って業務停止